# 文永
文永（1264年二月廿八至1275年四月廿五）是日本的年號之一。這個時代的天皇是龜山天皇與後宇多天皇，由後嵯峨上皇與龜山上皇相繼實施院政。鎌倉幕府征夷大將軍為宗尊親王與惟康親王、執權為北條長時、北條政村與北條時宗。

## 改元
- 弘長四年二月二十八日（1264年3月27日）改元文永
- 文永十二年四月二十五日（1275年5月22日）改元建治

## 出處
- 《後漢書·荀悅傳》：「漢四百有六載，撥亂反正，統武興文，永惟祖宗之洪業，思光啟乎萬嗣。」

## 紀年、西曆、干支對照表
| 文永       | 元年   | 二年   | 三年   | 四年   | 五年   | 六年   | 七年   | 八年   | 九年   | 十年   |
| 儒略曆日期 | 1264年 | 1265年 | 1266年 | 1267年 | 1268年 | 1269年 | 1270年 | 1271年 | 1272年 | 1273年 |
| 干支       | 甲子   | 乙丑   | 丙寅   | 丁卯   | 戊辰   | 己巳   | 庚午   | 辛未   | 壬申   | 癸酉   |

| 文永       | 十一年 | 十二年 |
| 儒略曆日期 | 1274年 | 1275年 |
| 干支       | 甲戌   | 乙亥   |